# 四道将军

根据《日本书纪》的说法，四道将军被派往的地区

四道将军（日语：／〔〕）是在《日本書紀》中登场的四位皇族将軍，分别为大彦命、武渟川别、吉備津彥命和丹波道主命。
在《日本书纪》中，大彦命、武渟川别、吉備津彥命和丹波道主命于崇神天皇十年分别被派往北陆、东海、西道和丹波，并称四道将军，鎮撫東北地方，崇神天皇十一年，四位将军平定戎夷后返回。